# Tometes trilobatus
Tometes trilobatus es una especie de pez de la familia Serrasalmidae en el orden de los Characiformes.

## Morfología
Los machos pueden llegar alcanzar los 43 cm de longitud total.

## Hábitat
Vive en zonas de clima tropical.

## Distribución
Se encuentran en Sudamérica: ríos de las Guayanas.